# Jazīrat adh Dhahab
Jazīrat adh Dhahab är en ö i Egypten.   Den ligger i guvernementet Giza, i den norra delen av landet.